# 텍사스 가상 국경 감시
텍사스 가상 국경 감시(Texas Virtual Border Watch)는 인터넷 접속이 가능한 개인이 자신의 컴퓨터를 통해 텍사스-멕시코 국경을 관찰하고 보고할 수 있도록 텍사스 주에서 만든 파일럿 프로그램이다. 2006년 6월 1일, 텍사스 주지사 릭 페리는 사설 토지 소유자들의 자발적 참여를 통해 카메라를 설치하기 위해 500만 달러를 투자할 것을 발표했다.
텍사스 가상 국경 감시의 시범 버전은 2008년 11월 이전에 2,780건의 의심스러운 활동 신고를 받았다. 이 사이트는 호주의 펍 고객을 포함하여 전 세계 개인의 참여를 유도했다. 사용자는 불법 마약 거래와 국경을 넘는 불법 이민을 막고자 하는 사람들부터 단순히 "할 일"을 찾는 사람들까지 다양하다.
2008년 11월부터 2009년 2월까지, 이 프로그램은 1,500파운드의 마약을 확보한 4건의 압수와 불법 이민자 30명이 쫓겨난 사건으로 인정받았다.
텍사스 주지사의 범죄 예방 사무소가 자금을 지원하며, 초창기에는 200만 달러가 투입되었다. 텍사스 국경 보안관 협회(TBSC)가 블루서보 주식회사와 함께 이 무료 서비스를 제공하기 위해 이 프로그램을 시행했다.

## 같이 보기
- 불법 마약 거래